# Opsidota gracilis
Opsidota gracilis är en skalbaggsart som beskrevs av Mckeown 1942. Opsidota gracilis ingår i släktet Opsidota och familjen långhorningar. Inga underarter finns listade i Catalogue of Life.